# Tuyên ngôn giải phóng nô lệ

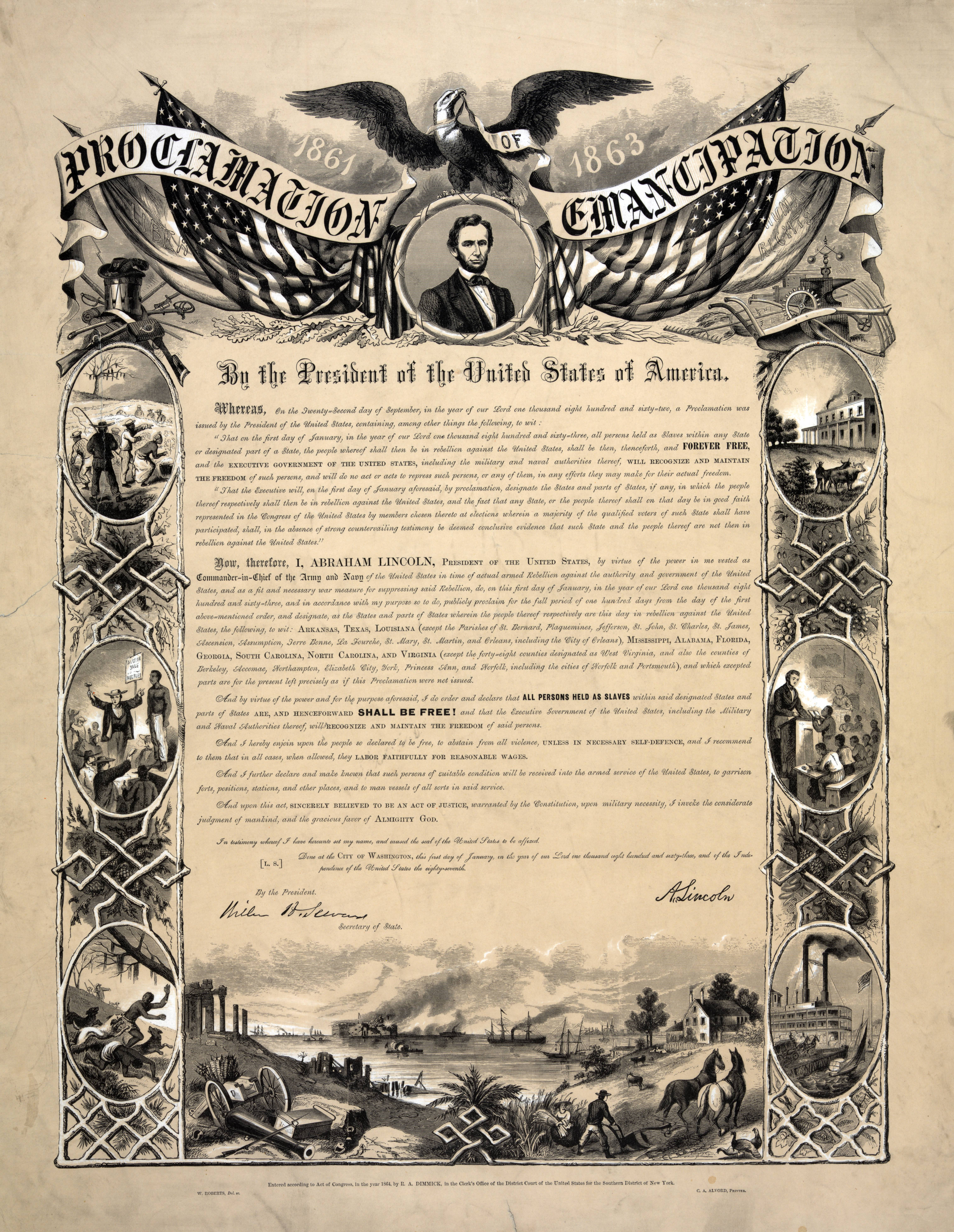
Bản in lại của Tuyên ngôn Giải phóng Nô lệ tại Trung tâm Tự do Tuyến hỏa xa ngầm Quốc gia tại Cincinnati

Tuyên ngôn Giải phóng Nô lệ (tiếng Anh: Emancipation Proclamation) gồm hai văn lệnh hành pháp do Tổng thống Hoa Kỳ Abraham Lincoln đề xuất trong thời nội chiến Hoa Kỳ. Bản thứ nhất ban ra ngày 22 tháng 9 năm 1862, công bố trả tự do cho tất cả nô lệ trong các tiểu bang thuộc Liên minh miền Nam Hoa Kỳ chưa thuộc kiểm soát của Liên bang miền Bắc ngày 1 tháng 1 năm 1863. Bản thứ nhất này được Lincoln công bố sau khi quân miền Bắc đánh thắng quân miền Nam trong trận huyết chiến tại Antietam buộc quân miền Nam phải triệt binh về Virginia. Bản thứ nhì, ban ra ngày 1 tháng 1 năm 1863, liệt kê rõ các tiểu bang nào phải chịu lệnh này.
Bản tuyên ngôn giải phóng đã đánh mạnh cả vào lúc khi sự giải phóng nô lệ chỉ diễn ra tại những nơi mà Chính phủ Liên bang không nắm quyền, nhưng trong thực tiễn, nó cố gắng thuyết phục Liên bang xóa bỏ chế độ nô lệ, điều mà gây tranh cãi ở miền bắc. Nó không là một điều luật được thông qua bởi quốc hội, nhưng một mệnh lệnh của tổng thống đã trao quyền, khi Lincoln viết, bởi địa vị của ông là "Tổng tư lệnh quân đội" dưới khoản II, chương 2 của Hiến pháp Hợp chúng quốc Hoa Kỳ.
Bản tuyên bố không trả tự do cho bất kỳ nô lệ nào trong các bang biên giới (Kentucky, Missouri, Maryland, Delaware, và Tây Virginia), hoặc bất kỳ bang phía nam nào điều hành bởi chính phủ miền Nam. Bước đầu chỉ ảnh hưởng trực tiếp đến những bang mà những người nô lệ đã sớm sẵn sàng trốn thoát từ phía miền Nam, nhưng khi quân đội miền Bắc chiến thắng miền Nam, hàng nghìn nô lệ được trả tự do mỗi ngày cho đến khi gần như hoàn toàn vào tháng 7 năm 1865 (khoảng 4 triệu, theo điều tra dân số 1860́).
Sau chiến tranh có việc phải lo mà lời công bố, như một thước đo chiến tranh, không thực hiện sự loại bỏ chế độ nô lệ lâu bền. Một vài bang chiến hữu nô lệ trước đây đã cấm sự chiếm hữu nô lệ; tuy nhiên, một vài sự chiếm hữu nô lệ vẫn còn tồn tại cho đến toàn bộ thể chế đó bị xóa sạch bởi sự sửa đổi của Bản hiến pháp Hoa Kỳ sửa đổi lần thứ 13 vào 18 tháng 12 năm 1865.